# Phacelia rafaelensis
Phacelia rafaelensis är en strävbladig växtart som beskrevs av Atwood. Phacelia rafaelensis ingår i Faceliasläktet som ingår i familjen strävbladiga växter. Inga underarter finns listade i Catalogue of Life.